# Lichting (wedstrijd)
Lichting is een Nederlandse ontwerpprijs voor net afgestudeerde modeacademiestudenten. Sinds 2007 wordt de prijs jaarlijks uitgereikt tijdens Amsterdam Fashion Week in samenwerking met HTNK. Het doel van Lichting is om de beste Nederlandse academiestudenten van één jaar samen te presenteren in één show aan de modewereld. Na afloop van de show bepaald een jury de beste eindexamencollectie. Deze student wint een geldbedrag van 10.000 euro.

## Deelnemende kunstacademies
- Amsterdam Fashion Academy
- ArtEZ hogeschool voor de kunsten
- Gerrit Rietveld Academie
- Hogeschool van Amsterdam
- Hogeschool voor de Kunsten Utrecht
- Koninklijke Academie van Beeldende Kunsten
- Maastricht Academy of Fine Arts and Design
- Willem de Kooning Academie

## Winnaars
| Afstudeerjaar | Naam winnaar          | Opleiding                                  | Stad      |
| ------------- | --------------------- | ------------------------------------------ | --------- |
| 2007          | Ivo Mittelmeijer      | ArtEZ hogeschool voor de kunsten           | Arnhem    |
| 2008          | Anneloes van Osselaer | Hogeschool van Amsterdam                   | Amsterdam |
| 2009          | Ann Boogaerts         | ArtEZ hogeschool voor de kunsten           | Arnhem    |
| 2010          | Marije de Haan        | Koninklijke Academie van Beeldende Kunsten | Den Haag  |
| 2011          | Sanne Schepers        | ArtEZ hogeschool voor de kunsten           | Arnhem    |
| 2012          | Yvonne Kwok           | Hogeschool van Amsterdam                   | Amsterdam |
| 2013          | Henriette Tilanus     | ArtEZ hogeschool voor de kunsten           | Arnhem    |
| 2014          | Bastian Visch         | Koninklijke Academie van Beeldende Kunsten | Den Haag  |
| 2015          | Nikki Duijst          | Koninklijke Academie van Beeldende Kunsten | Den Haag  |
| 2016          | Danial Aitouganov     | Hogeschool van Amsterdam                   | Amsterdam |
| 2017          | Lizzy Stuyfzand       | ArtEZ hogeschool voor de kunsten           | Arnhem    |
| 2018          | Ferry Schiffelers     | Hogeschool van Amsterdam                   | Amsterdam |
| 2019          | Dylan Westerweel      | ArtEZ hogeschool voor de kunsten           | Arnhem    |
| 2020          | Darwin Winklaar       | Gerrit Rietveld Academie                   | Amsterdam |
| 2021          | Roxane Mbanga         | Gerrit Rietveld Academie                   | Amsterdam |
| 2022          | Ruben Jurriën         | Hogeschool van Amsterdam                   | Amsterdam |
| 2023          | Yousra Razine Mahrah  | ArtEZ hogeschool voor de kunsten           | Arnhem    |
| 2024          | Peter Wertmann        | Koninklijke Academie van Beeldende Kunsten | Den Haag  |